# Томарлы (Атырауская область)
Томарлы (каз. Томарлы) — село в Атырауской области Казахстана. Находится в подчинении городской администрации Атырау. Административный центр Каиршахтинского сельского округа. Код КАТО — 231053100.

## Население
В 2024 году население села составляли 11578 человек женщины (5982) мужчины (5596)

## Галерея

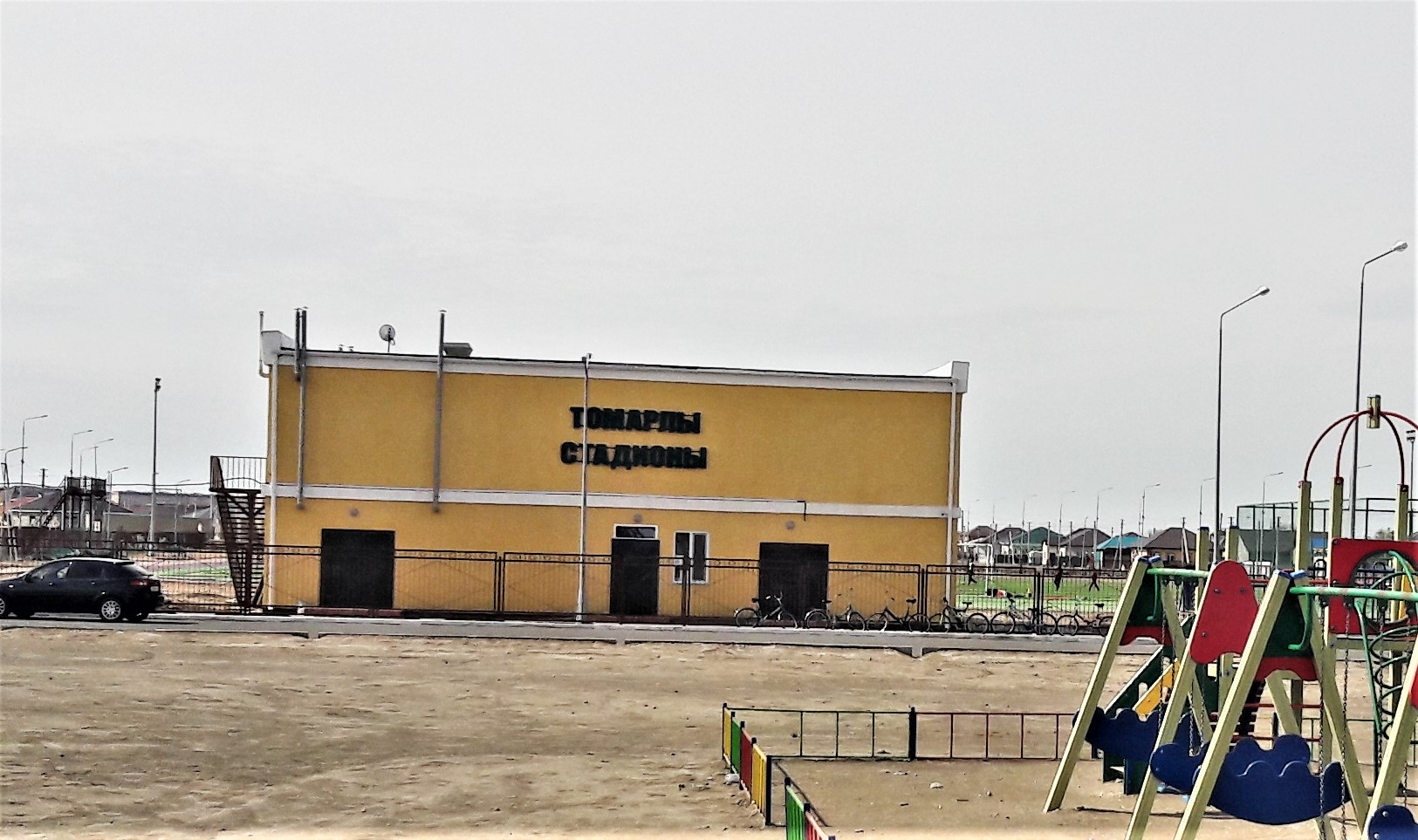
Томарлы. Стадион
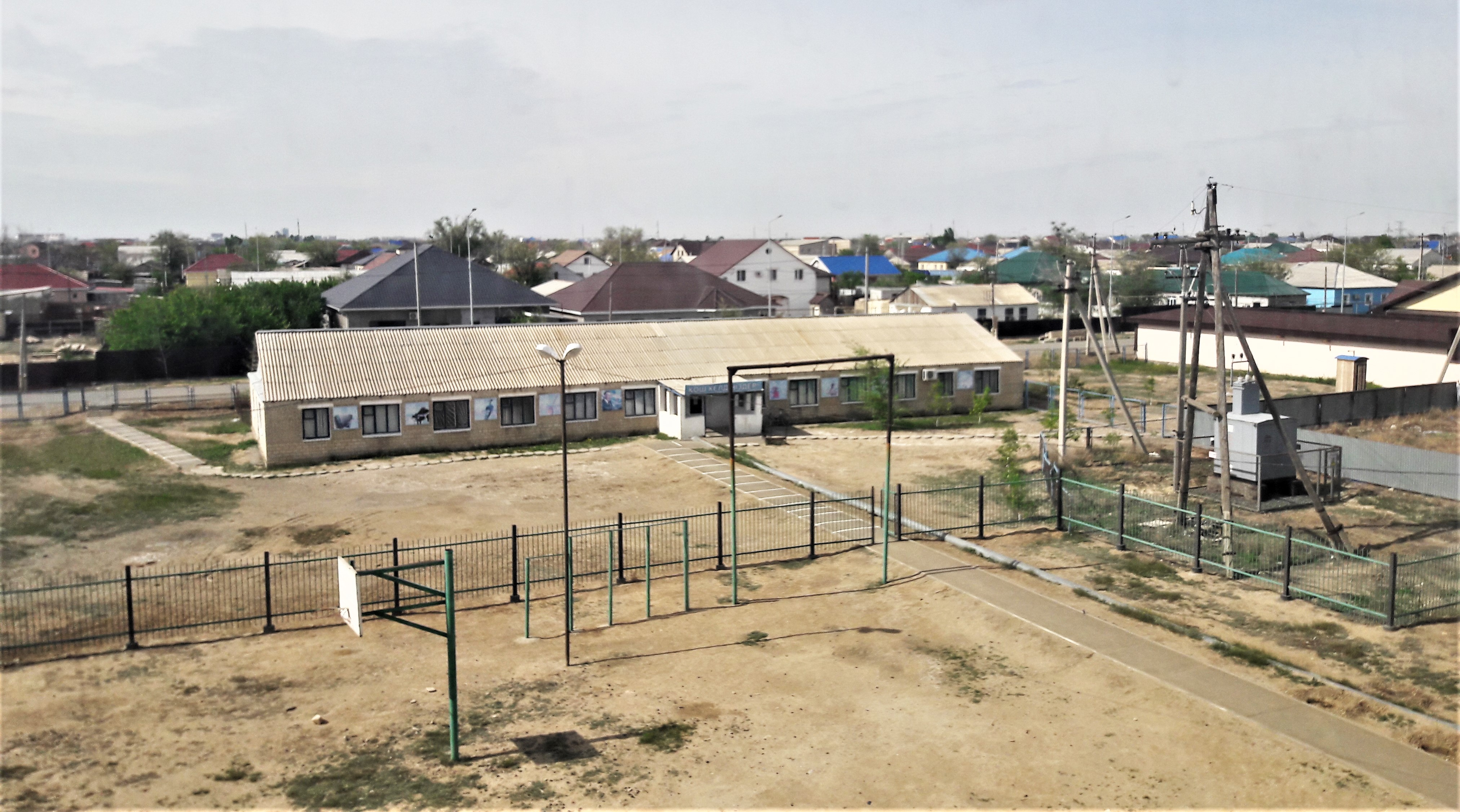
Томарлы
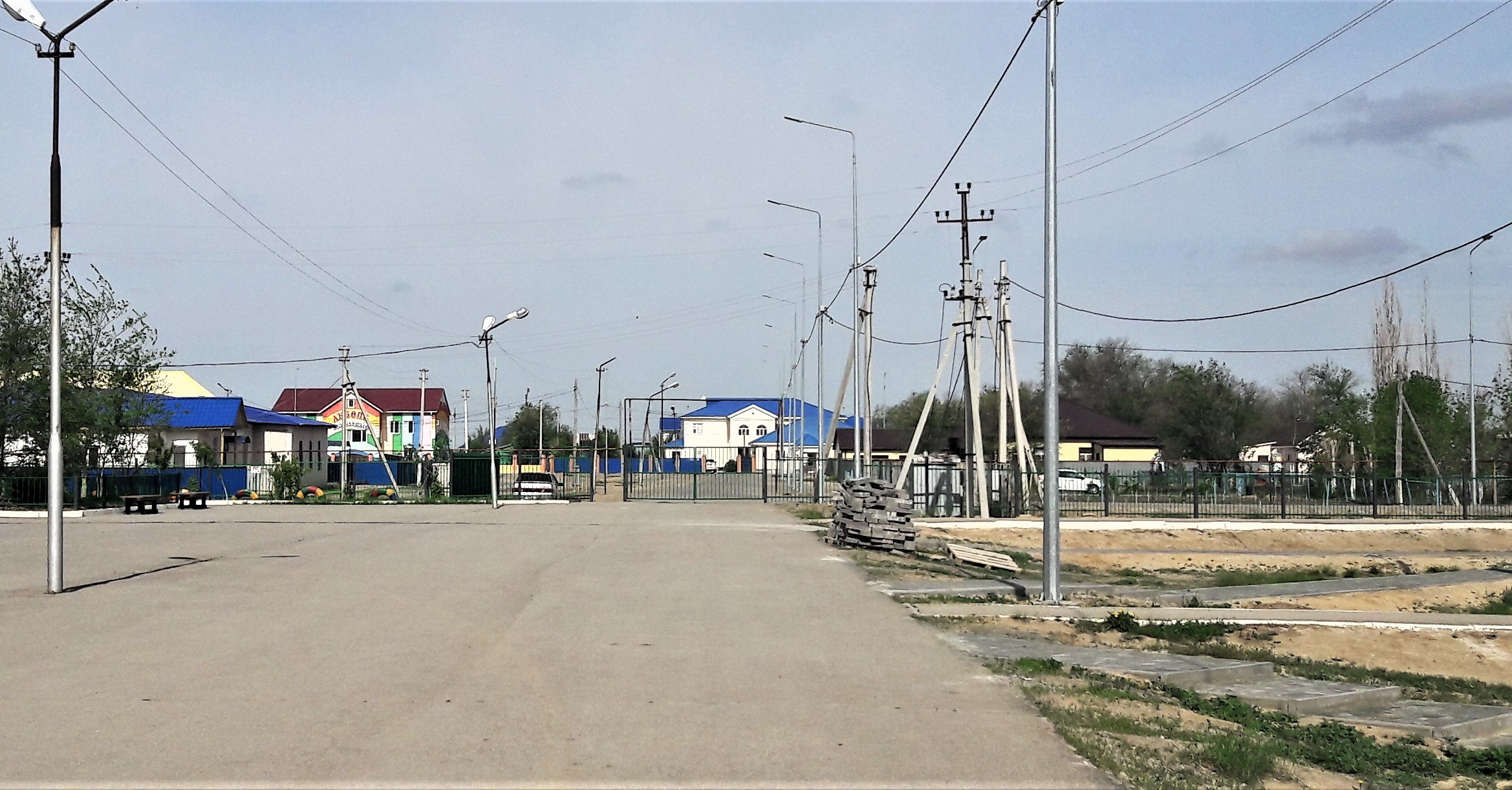
Томарлы
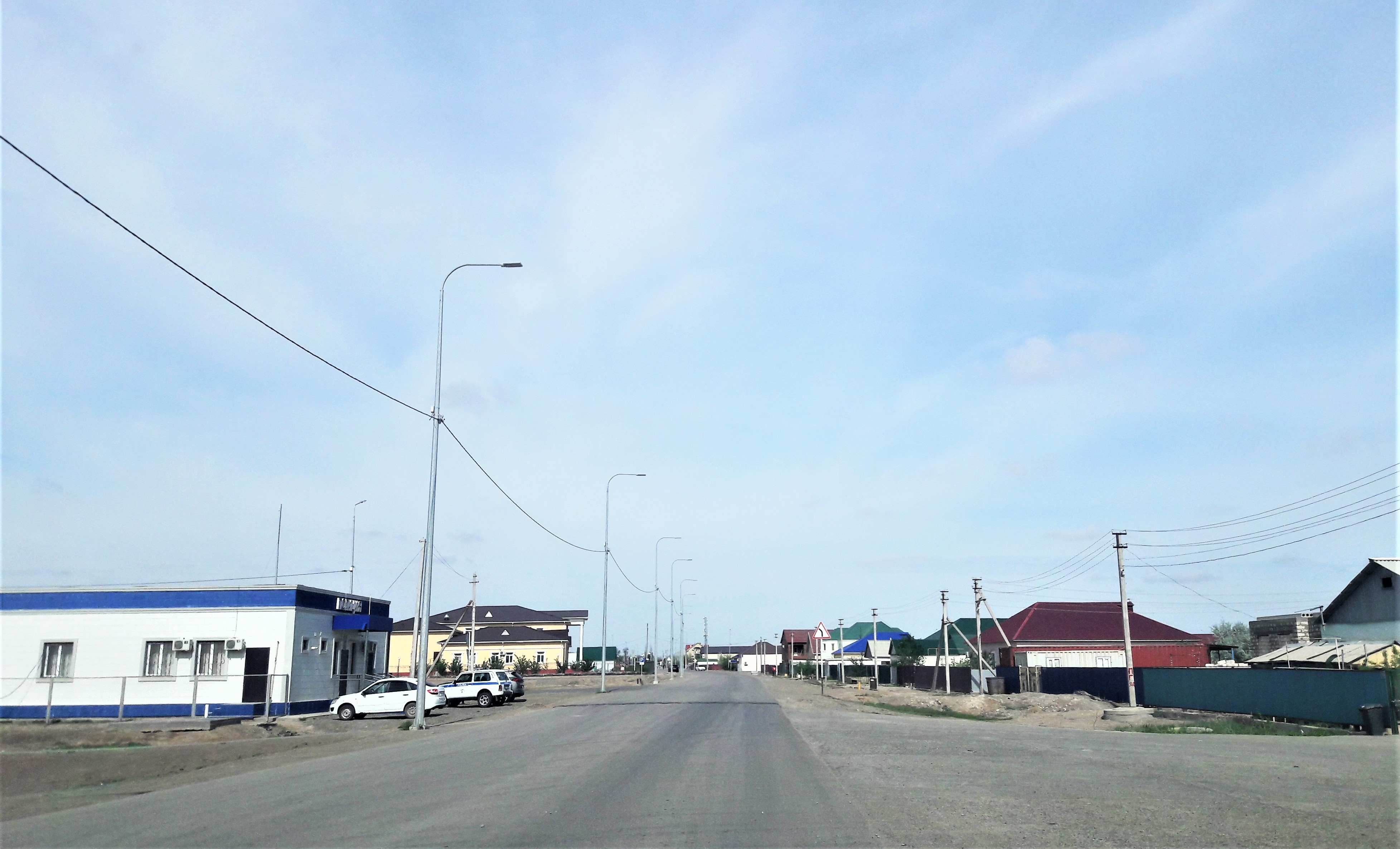
Томарлы
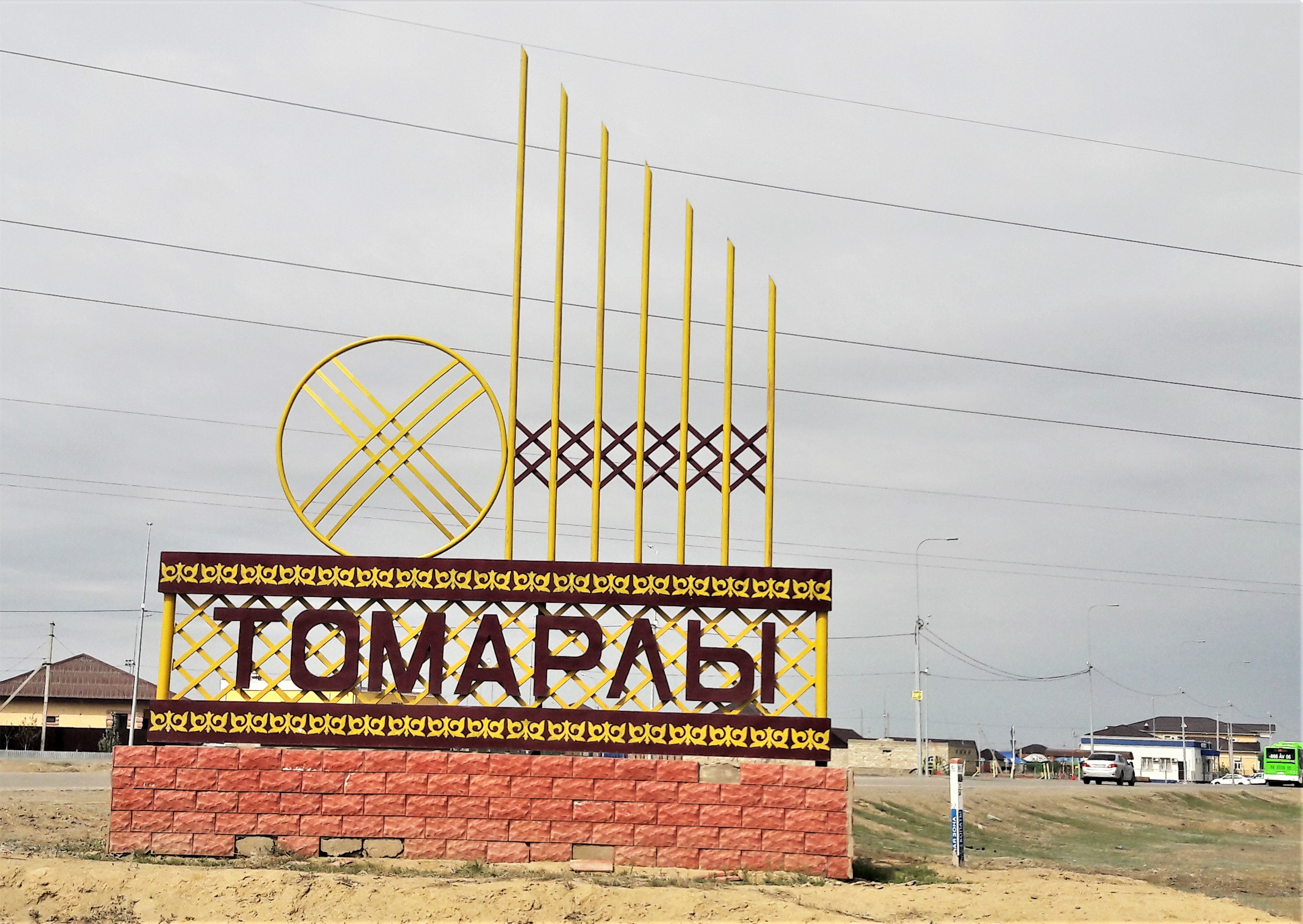
Томарлы. Стелла
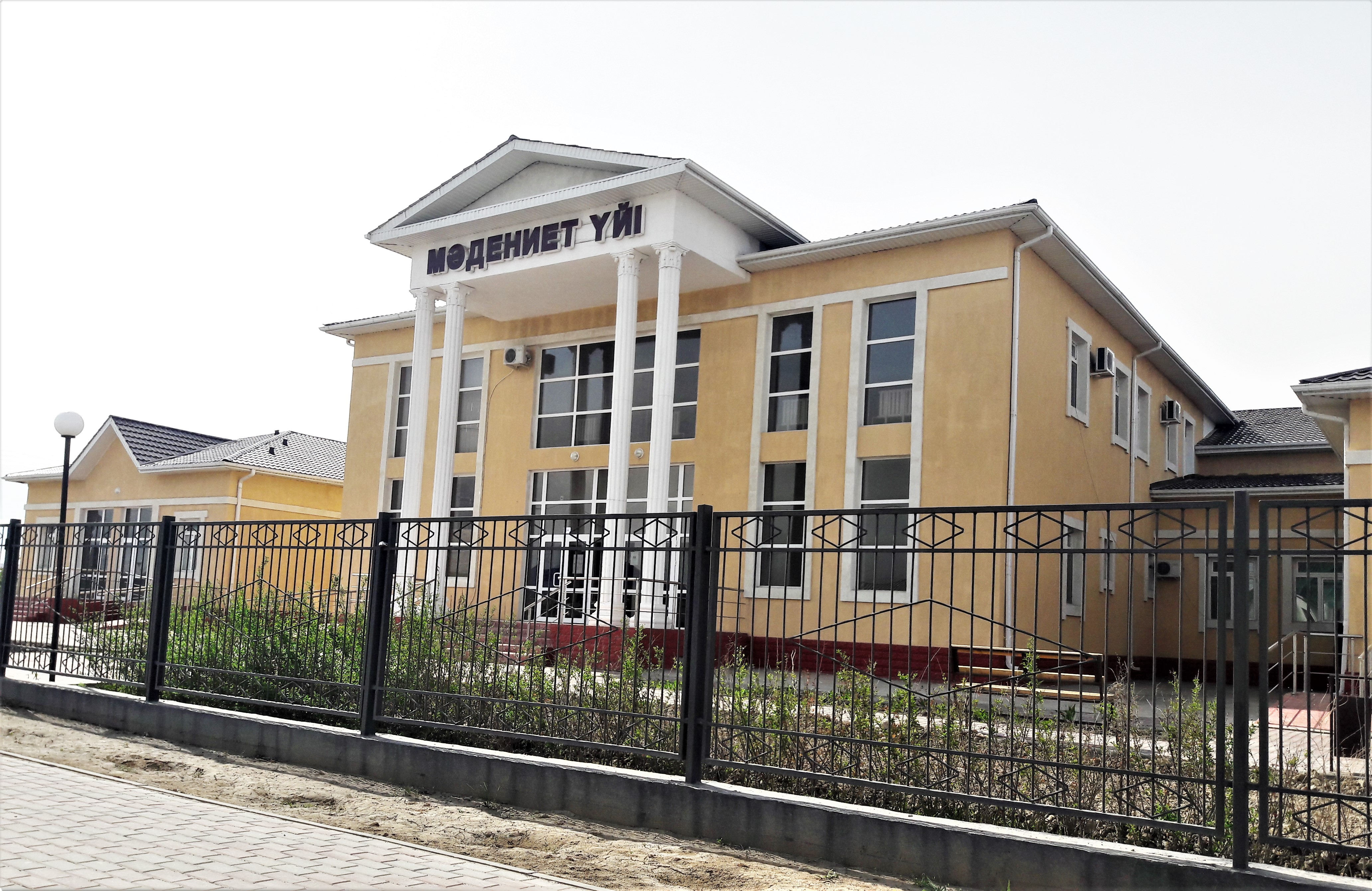
Томарлы. Дом культуры